# Liste d'élections en 1791
Chronologie des élections
- 1787
- 1788
- 1789
- 1790
- 1791
- 1792
- 1793
- 1794
- 1795

Cet article recense les élections organisées durant l'année 1791.

Dans les années 1790, seuls trois pays organisent des élections nationales, au sens de consultations populaires : le Royaume de Grande-Bretagne ; les États-Unis d'Amérique ; et la France. À ceux-ci, il faut ajouter le Royaume d'Irlande, État officiellement distinct du Royaume de Grande-Bretagne et doté de son propre parlement.

## Élections nationales en 1791
| Date                            | État       | Élection ou référendum                    | Contexte | Résultat |
| ------------------------------- | ---------- | ----------------------------------------- | --- | --- |
| 29 août - 5 septembre           | France     | Législatives                              | Premières élections législatives. Élections au suffrage censitaire.Le 4 septembre, avant que l'Assemblée ne se réunisse, la France devient formellement une monarchie constitutionnelle. | Parlement sans majorité. La faction dite du « Marais » (centristes, modérés) obtient la majorité relative des sièges à l'Assemblée nationale, mais ne constitue qu'un regroupement très informel, et non un parti politique.À droite, les Feuillants disposent d'un tiers des sièges ; à gauche, les Jacobins (républicains) ont moins d'un cinquième des sièges. |
| 27 avril 1790 - 11 octobre 1791 | États-Unis | Législatives (chambre (en) et sénat (en)) | La date des élections est à la discrétion de l'organisateur dans chaque circonscription.Élection au suffrage censitaire.Il n'existe pas encore de parti politique formel.                | Les partisans du gouvernement de George Washington (généralement appelés « fédéralistes ») conservent la majorité absolue des sièges aux deux chambres du Congrès. |